# Callogorgia sertosa
Callogorgia sertosa är en korallart som först beskrevs av Wright och Studer 1889.  Callogorgia sertosa ingår i släktet Callogorgia och familjen Primnoidae. Inga underarter finns listade i Catalogue of Life.